# Gut Baierdorf
Das Gut Baierdorf bei Graz war ein kleiner Wehrbau, der sich in der ehemaligen Ortschaft Baierdorf bei Graz befand, welche heute zum Stadtbezirk Eggenberg gehört. Auf dem ehemaligen Standort der Kaplanei des Gutes befindet sich heute die Christuskirche. Zumindest für die Zeit um 1570 ist ein Wassergraben belegt, der den Wehrbau umgab.

## Geschichte
Der Wehrbau wurde wohl vom Gründer der Ortschaft errichtet. Er befand sich ursprünglich wohl im Besitz der Aribonen, welche ihn an die Eppensteiner weitergaben. Diese wiederum gaben ihn an die Peilsteiner weiter. Es wird vermutet, dass der im Jahre 1361 erwähnte Werigant von Payerdorf und sein Sohn Heinrich ihren Namen von diesem Wehrbau ableiteten. Die Peilsteiner verkauften das Gut 1400 an den Grafen von Montfort. Der Graf von Montfort verlieh am 11. Mai 1435 das Gut an die Windischgrätzer, welche auch das Schloss Algersdorf besaßen. An die Gradner wurde das Gut anscheinend von den Windischgrätzern übergeben. 1519 wurde das Gut von Lasla von Ratmannsdorf, Hans von Helfenberg und ihren Geschwistern übernommen und an die verschwägerten Sinzendorfer weitergegeben. Diese wiederum übergaben es an die Prantner von Winterhof. 1573 verkaufte Hans Prantner das Gut Jakob Zäggl von Friedau. Max von Khünberg folgte diesem wenige Jahre später als Besitzer nach. Von ihm wird ein Wassergraben erwähnt, welcher das Gut umgab. Polykarp Stürgkh kaufte das Gut 1579 und baute es zu einem Edelsitz aus, da er gemäß dem Testament seines Vaters nicht auf Schloss Plankenwarth wohnen durfte. Als er 1595 verstarb, hinterließ er ein stark verschuldetes Erbe, welches von Ruprecht Windischgrätzer für eine Schuld von 3000 Gulden gepfändet wurde. 1596 verkauften die Erben von Stürgkh den Edelsitz und das Gut an Hans Ulrich von Eggenberg, welche dieser verfallen ließ. Die Gründe verwendete er für seine Meierschaft auf Schloss Algersdorf. Das Lehen über das Gut ging Ende des 16. Jahrhunderts von den Grafen von Montfort an den Landesfürsten über. Hans Adam von Liechtenstein war in der zweiten Hälfte des 17. Jahrhunderts der Besitzer des „Bayrdorfer Maierhofs“, welchen er 1699 an Johann Weber verkaufte. 1736 kaufte Wolf Jakob Fraydenegg von Monzello den Hof und übergab ihn 1780 an den Freiherrn Leopold von Dolberg. Der „Freihof zu Baierdorf“ wurde 1821 an Johann Carl Harl verkauft. 1828 kam er bei einer öffentlichen Versteigerung an Valentin Pillich. 1830 wurde er von Sophia Schiffkorn gekauft. Der „Mayerhof zu Baierdorf“ kam 1843 in den Besitz von Friedrich de Buigni, welcher ihn an einen "Verein zur Begründung der Seidenzucht" verkaufte. Dieser Verein verkaufte den Hof später an den Bienenzüchterverein. Der letzte bekannte Besitzer war Rudolf Schosserer, welcher den Hof 1871 erwarb.